# Намикава, Дайсукэ
Дайсукэ Намикава  (яп. 浪川 大輔 Намикава Дайсукэ, род. 2 апреля 1976 года в Токио) — японский актёр озвучивания. Сотрудничает с компанией Across Entertainment. Обычно озвучивает молодых и добрых персонажей, но среди его ролей встречаются и мрачные антигерои, и даже злодеи. Женат, есть двое детей. В 2010 году Намикава получил премию Seiyu Awards за лучшую роль второго плана. В том же году он выступил в качестве режиссёра, сняв фильм «Удивительный мир» (яп. ワンダフル ワールド Вандафуру ва:рудо, «Wonderful World») и исполнив в нём одну из ролей вместе с другими сэйю, такими как Мамору Мияно, Томокадзу Сугита, Томокадзу Сэки, Рикия Кояма, Юка Хирата, Сётаро Морикубо и Юко Каида.

## Роли

### Аниме-сериалы
- .hack//Roots (Иётэн)
- 07-Ghost (Микагэ)
- Agatha Christie's Great Detectives Poirot and Marple (Констэйбл Хёрст, Тибо)
- Arc the Lad (Эльк)
- Aura Resonance (Мусаси)
- A Whisker Away (Томоя Сакагути)
- Bakumatsu Kikansetsu Irohanihoheto (Акидзуки Ёдзиро)
- BECK: Mongolian Chop Squad (Юкио Танака)
- Beyblade G-Revolution (Хитоси Киномия)
- Black Lagoon (Рок)
- Bleach (Улькиорра Сифер)
- Blue Dragon (Дзиро)
- Boruto: Naruto Next Generations (Момосики Ооцуцуки)
- Brothers Conflict (Иори Асахина)
- Denpa Kyoushi (Хэлл Гейтс)
- Detective Conan (Сиро Огата)
- Dokkoider (Судзуо Сакурадзаки/Доккоида)
- El Cazador de la Bruja (Мигель)
- Fairy Tail (Зигрейн/Жерар, Мистган)
- Fate/Zero (Вейвер Велвет)
- Fullmetal Alchemist: Brotherhood (молодой Ван Хоэнхайм)
- Full Metal Panic!: The Second Raid (Леонард Тестаросса)
- Gantz (Кэй Куронo)
- Genma Wars (Джин)
- Gilgamesh (Тацуя Мадока, Тэрумити Мадока)
- Gyakkyou Burai Kaiji (Сэйя Итидзё)
- Mobile Suit Gundam 00 (Михаэль Тринити)
- Hunter × Hunter (Хисока)
- Haikyuu!! (Тору Оикава)
- Hajime No Ippo: New Challenger (Итагаки Манабу)
- Hanasakeru Seishonen (Лумарти Ихван ди Рагинэи/Мачати Шеик ди Рагинэи)
- Hetalia (Северная и Южная Италия)
- Hi no Tori (Масато Яманобэ, Такэру)
- Hiiro no Kakera (Комура Юити)
- Honey and Clover (Рокутаро)
- Ikki Tousen (Тоутаку Сюэй)
- Jujutsu Kaisen (Тёсо)
- K (Ясиро Исана)
- Kamisama Hajimemashita (Сукуна Рюо)
- Katekyo Hitman Reborn! (Джотто/Первый Вонгола, взрослый Савада Цунаёси)
- Kero Kero Chime (Аои)
- Kimi ni Todoke (Сёта Кадзэхая)
- Kobato (Гинсэй)
- Kurokami (Кэйта Ибуки)
- Kyo Kara Maoh (Райан)
- «LBX — Битвы маленьких гигантов» (Кацу Аосима)
- Legend of the Condor Hero (Ян Го)
- Level E (Принц)
- Loving Angel Angelique ~ Radiant Tomorrow ~ (Хьюи)
- Maburaho (Мицуаки Намба)
- Major (Джо Гибсон Джуниор)
- Mirmo! Charming edition (Юки Сэцу)
- Murder Princess (принц Кайто, он же Рыцарь Тьмы)
- Musashi Gundoh (Мусаси Миямото)
- Nabari no Ou (Тобари Кумохира Дюрандал)
- Naruto (Сумару)
- Nier: Automata Ver1.1a (Адам)
- Ore Monogatari!! (Хаято Ода)
- Okusama wa Joshikousei (Сонода-сэнсэй)
- One Piece (Юстасc Кид)
- Ouran High School Host Club (Тэцуя Сэндо)
- Onegai Twins (Маику Камисиро)
- Pokemon (Лукарио)
- Pokemon Diamond & Pearl (Lucian (Goyou) из Elite Four)
- The Prince of Tennis (Тётаро Отори)
- Persona trinity soul (Тома Сикура)
- Ray the Animation (Коити)
- Saiunkoku Monogatari (Эйгэцу/Ёгэцу To)
- Sarai-ya Goyou (Масаноскэ Акицу)
- Saiyuki Reload (Ками-сама)
- Sengoku Basara (Миямото Мусаси)
- Senkou no Night Raid (Кадзура Иха)
- Shigurui: Death Frenzy (Гэнносукэ Фудзики)
- Sisters of Wellber (Галлахад Эйкер)
- Superior Defender Gundam Force (Guneagle, Хогарэмару)
- Teenage Mutant Ninja Turtles (Леонардо в японском дубляже)
- Terra he (Лео)
- The Third (Икс)
- Tokyo Revengers (Ран Хайтани)
- Tsubasa: Reservoir Chronicle (Фай Д. Флуорайт)
- Tsuredure Children (Синъити Катори)
- Tokyo Tribe (Каи)
- Utawarerumono (Бэнави)
- Yu-Gi-Oh! (Хаяма)
- Yu-Gi-Oh! Duel Monsters (Рёта Кадзики)
- Zetman (Дзин Кандзаки)

### OVA
- Arc the Lad Special File (Эльк)
- Freedom Project (Такэру)
- Hellsing Ultimate (Уолтер К. Долнез (юный), Артур Хеллсинг (юный))
- Iriya no Sora, UFO no Natsu (Наоюки Асаба)
- Kyou, Koi wo Hajimemasu (Кёта Цубаки)
- Last Order: Final Fantasy VII (Туркс (Род))
- Mobile Suit Gundam 0080: War in the Pocket (Альфред Идзуруха)
- Murder Princess (Принц Кайто Форланд (Тёмный рыцарь))
- Sol Bianca (Рим)
- Tsubasa Tokyo Revelations (Фай Д. Флуорайт)
- Tsubasa Shunraiki (Фай Д. Флуорайт)

### Видеоигры
- Bungo and Alchemist (Кюсаку Юмэно)
- Sekiro: Shadows Die Twice (Волк)
- Bayonetta (Лука «Чешир» Редгрейв)
- Jojo's Bizzare Adventures: Stone Ocean (Анасуй Нарцисио)
- Cookie Run: Kingdom (Affogato Cookie)
- NieR: Automata (Адам)